# Ръкопис
Ръкопис или манускрипт (на латински: manuscriptum, от латинското manus – ръка и scribo – пиша) се нарича текст написан на ръка с помощта на истинско или метално перо върху пергамент, папирус, хартия или друг подходящ материал. Преди изобретяването на книгопечатането, основният начин за разпространяването на писменото слово е ръкописът.

## История
През Античността за писане на ръкописи се ползва папирус, изработван по специална технология от растението папирус. Египетското царство се стреми да запази монопола си върху този материал, като налага забрана за производството му без разрешение. В резултат, през епохата на елинизма, в град Пергам е изобретена алтернатива – пергаментът, изготвян от обработени животински кожи. Той се оказва по-удобен и скоро се налага като основен материал за създаване на ръкописи.
Хартията е изобретена около 2 век в Китай, който дълго време успява да укрие тайната на технологията ѝ за производство. През 8 век арабите я разкриват и пренасят в Европа през 12 век. В България хартия се използва от втората половина на 14 век. Тук е внасяна от венециански търговци, особен вид дебела хартия, наричан бомбацин. На такава хартия е написано Лондонското четвероевангелие на цар Иван Александър.
През Средновековието ръкописните книги са изработвани в специални работилници – скриптории, обикновено помещаващи се в манастирите. Написването на текста и украсата им са дело на монаси-калиграфи (краснописци), специализирали се в тази дейност. Буквите се изписват красиво, шрифтът им се определя от епохата и региона, в който се създава ръкописа. В България най-старо е уставното писмо, заменено около 12 век с полуустав а от 14 век е въведен скорописът.
Тъй като създаването на един ръкопис е бавен процес, изискващ специални умения, крайният продукт е с висока цена. Освен Църквата, през Средновековието поръчители на ръкописни книги са владетелите и аристокрацията. Понякога за тях биват изработвани книги, богато украсени с рисунки. Като материали за рисуване се ползват туш и перо, акварел, темпера, гваш, златен и сребърен варак. Украсата на ръкописите може да се състои както от сравнително прости геометрични и растителни мотиви, така и от детайлно изрисувани сцени на цяла страница – миниатюри. Характерът на изображенията се определя от типа на книгата (религиозен, светски, научен) и съдържанието на текста ѝ.
Масовото навлизане на книгопечатането довежда до постепенно изчезване на ръкописите. В България, където книгопечатането е възпрепятствано от страна на властите в Османската империя, ръкописни книги се изработват до 19 век включително.

## Видове ръкописи
- Свитък – дълга лента папирус, навита на руло. Използван най-вече през Античността.
- Кодекс – състои се от листи, подредени в коли, които от своя страна са съшити една към друга. Използва се масово през Средновековието.
- Палимпсест – ръкопис, чийто първоначален текст е бил изстърган от пергамента и листите са ползвани за написване на нов. Благодарение на останалото в микрограпавините багрило, по-старият текст също може да бъде разчетен.
- Фолиант – вид средновековна ръкописна книга с особено големи размери.

## Известни ръкописи
- „Книга на мъртвите“ – древноегипетски религиозен ръкопис на папирус, украсен с рисунки.
- „Библия на Вулфила“ – готски превод на Библията от 4 век
- „Александрийски кодекс“ – гръцки препис на Библията от 5 век.
- Български препис на „Манасиевата хроника“ – богато илюстриран ръкопис от втората половина на 14 век, изработен за цар Иван Александър.
- „Томичов псалтир“ – създаден в България, през втората половина на 14 век.
- „Много богатите часове на херцог дьо Бери“ – часослов от 15 век, разкошно украсен с миниатюри от братя Лимбург.
- „Часословът на Етиен Шевалие“ – ръкопис от 15 век с миниатюри дело на френския художник Жан Фуке.
- „Ръкопис на Войнич“ – една от най-загадъчните ръкописни книги.

## В България
Още в първите ръкописи на старобългарски език са създава характерно оформление на страницата, отличаващо се с по-едър размер на шрифта и с богати орнаменти. Отначало двете азбуки глаголица и кирилица съществуват заедно. При глаголическите ръкописи основните орнаментални мотиви са плетеницата, лентата, кръгът и квадратът, като по-голямата част от тях (Зографско евангелие, Мариинско евангелие, Синайски псалтир) са украсени със заставки, както и с множество инициали. Постепенно глаголицата отмира и е заместена с кирилица, като този процес се отразява в произведенията на двете основни книжовни школи – Преславската и Охридската. При първата личи тясна връзка с византийското изкуство, допълнено с източни влияния и предпочитания към тонална пищност и разточителство, с миниатюри. Ръкописите от Охридската школа имат определена тенденция към орнаментална и изобразителна скромност, при тях почти отсъства миниатюрата и златото.
В ранните кирилски ръкописи (Савина книга, Супрасълски сборник, Енински апостол) се чувства влиянието на глаголическите ръкописи в инициалите и заставките, чупките на плетениците е геометричната стилизация на растителните мотиви.
По време на златния век на българската книжнина се развиват и българските ръкописи, и макар че от тях няма запазени, за нивото им свидетелстват по-късни преписи, правени главно в Киевска Рус, като Остромировото евангелие, Мстиславовото евангелие и Учителното евангелие. През следващите два века развитие в ръкописната книга получават както орнаментът, така и илюстрацията. В орнаментите се обособяват три основни стила: неовизантийски, тератологичен и балкански.
През 13 век доминират богослужебните книги – псалтири, евангелия, триоди, рядко сборници със смесено съдържание и богословски съчинения, като преписвачите са от духовенството, а самите ръкописи са по-бедни на изображения. През 14 век броят на действащите църкви и на монасите се увеличава, появяват се нови книжовнш центрове, съответно нараства броят на евангелията и псалтирите, обликът им се променя към по-богата украса и разнообразие на шрифтове.
Най-богато украсени с миниатюри български средновековни ръкописи са Манасиевата летопис, Лондонското евангелие и Томичовият псалтир.